# Athelia arachnoidea
Athelia arachnoidea ist eine Art der Ständerpilze aus der Familie der Gewebehautverwandten (Atheliaceae). Sie bildet resupinate, weiße und schimmelteppichartige Fruchtkörper auf Koniferen und Bedecktsamern aus. Die bekannte Verbreitung der Art umfasst weite Teile der Paläarktis.

## Merkmale

### Makroskopische Merkmale
Athelia arachnoidea bildet wie alle Arten der Gewebehäute (Athelia) weiße, dünne Fruchtkörper mit glattem Hymenium und unscheinbarem bis gespinstartigen Ränder aus. Sie lassen sich leicht vom Substrat ablösen.

### Mikroskopische Merkmale

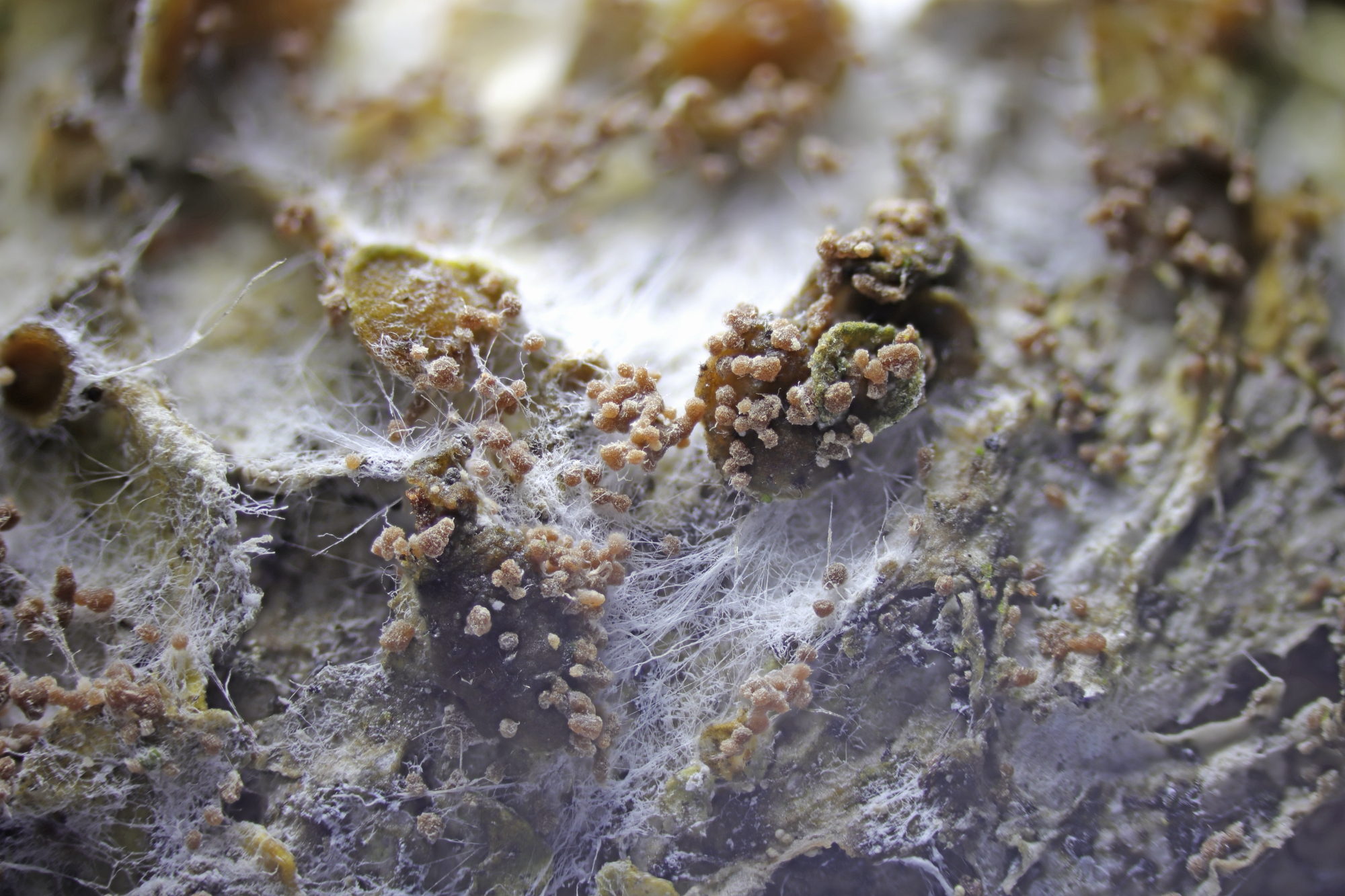
Athelia arachnoidea, Sklerotien, auf Xanthoria parietina

Athelia arachnoidea besitzt eine für Gewebehäute typische monomitische Hyphenstruktur, das heißt, sie besitzt lediglich generative Hyphen, die dem Wachstum des Fruchtkörpers dienen. Die Hyphen sind hyalin und dünnwandig. Die Subicularhyphen besitzen vereinzelt Schnallen, die Subhymenialhyphen sind einfach septiert und 3,5–5 µm breit. Die Art verfügt nicht über Zystiden. Ihre Basidien sind keulenförmig, 15–20 × 4–6 µm groß und zylindrisch geformt. An der Basis sind sie einfach septiert, sie besitzen zwei Sterigmata. Die Sporen des Pilzes sind ellipsoid geformt, 8–10 × 4,5–5,5 µm groß, glatt und dünnwandig sowie hyalin.

## Verbreitung
Die bekannte Verbreitung von Athelia arachnoidea umfasst mit den USA, der ehemaligen Sowjetunion, Tunesien und Europa weite Teile der Paläarktis.

## Ökologie
Athelia arachnoidea ist dafür bekannt, Algen als Nahrung zu verwenden. Hierbei kann sie sowohl freilebende Algen als auch symbiontische Algen aus Flechtenthalli nutzen, weshalb Athelia arachnoidea ein fakultativer Flechtenparasit ist.  Befallen werden beispielsweise Physcia tenella, Lecidella elaeochroma, Phlyctis argena oder Xanthoria parietina. Im asexuellen Stadium des Lebenszyklus ist Athelia arachnoidea ein Parasit an der Karotte. Dieses Stadium war unter dem Namen Rhizoctonia carotae bzw. Fibulorhizoctonia carotae bekannt.
Die Identität von auf Totholz und auf Flechten vorkommende Individuen sowie solchen, die auf Karotten wachsende Nebenfruchtform zur selben Art gehören, wird aber teilweise angezweifelt.